# 约瑟夫·高桥
约瑟夫·高桥（英語：Joseph S. Takahashi，1951年12月16日—），日裔美国遗传学家和神经生物学家，德克萨斯大学西南医学中心教授和霍华德·休斯医学研究所研究人员。高桥的课题组于1994年发现了哺乳动物生物钟的遗传学基础，在1997年确定出CLOCK基因。高桥于2003年当选为美国科学院院士。

## 生平
高桥1970年升入斯沃斯莫爾學院，1974年获得生物学学士学位。随后，他进入 南卡罗来纳大学以时间生物学研究见长的帕特丽夏·德库西的课题组工作了一年，然后向德克萨斯州大学奥斯汀分校的迈克尔·梅纳克申请工作机会，梅纳克也是时间生物学领域的专家。梅纳克转赴俄勒岡大学任教，高桥随之，并于1981年获得神经科学博士学位。获得博士学位后，高桥在美国国立精神卫生研究院做了两年博士后，随后在 西北大学神经科学和生理学系获得教职，后来，他在这里获得永久职位，并工作了26年。2008年，高桥加入德克萨斯大学西南医学中心，任桑兹神经科学杰出讲席教授（Loyd B. Sands Distinguished Chair in Neuroscience），同时任Hypnion公司科学顾问，这家公司主要业务是开发影响睡眠、睡醒和生物钟紊乱的中枢神经系统疾病的创新疗法。高桥还是《神经元》、《生理基因组学》、《生物节律学报》等著名学术期刊的编委。

## 学术研究

### 生理起搏器视交叉上核（SCN）的研究
1980年代初，高桥和梅纳克以试管内鸟松果体为研究对象，以研究昼夜节律振荡，他们证明哺乳动物的昼夜节律控制中心下丘脑的视交叉上核（SCN），在鸟类动物中有相同的作用。他们与德库西合作，以仓鼠做实验，证明了负责调控昼夜节律的感光系统与视觉系统不同。
2010年，高桥与人合作，研究了调控生物振荡的温度涨落的潜在作用。他们发现，主生理起搏器通常只受环境明暗循环调控，但分离在试管后，还能受到温度涨落的调控，这表明温度复位是所有哺乳动物的生物钟的重要性质，很可能在哺乳动物所有细胞中，通过一个非常保守的机制起作用，这也说明，全身组织的体温节律是主生物钟与昼夜节律同步的一个可能机制。

### 哺乳动物生物钟基因的节律性质研究
高桥的研究给促进人对哺乳动物生物钟对生理学与环境关系的研究。1993年，高桥与迈克尔·格林伯格合作，研究了哺乳动物视交叉上核受环境光循环交叉的调控，研究了环磷腺苷效应元件结合蛋白和c-fos蛋白转录之间的关系。借助免疫沉淀法，高桥和格林伯格证明了光致CREB磷酸化作用只在夜晚发生。
松果体体外研究有着明显的局限性，高桥利用正向遗传学和定位克隆技术研究昼夜节律的遗传和分子基础。1994年，高桥及其同事分离出了CLOCK基因，1997年，他们克隆出了哺乳动物的CLOCK基因。
2000年，高桥克隆出了1988年就被发现的tau基因，他称此为自己最重大的科学成就之一。高桥发现，该基因与果蝇dbt基因和人类CKIe基因密切相关。

## 代表性论文
- Vitaterna, M.H.; King, D.P.; Chang, A.M.; Kornhauser, J.M.; Lowrey, P.L.; McDonald, J.D.; Dove, W.F.; Pinto, L.H.; Turek, F.W.; Takahashi, J.S. . Science. 1994, 264 (5159): 719–725. PMID 8171325. doi:10.1126/science.8171325.
- King, David; Zhao, Yaliang; Sangoram, Ashvin; Wilsbacher, Lisa; Tanaka, Monuru; Antoch, Marina; Steeves, Thomas; Vitaterna; Kornhauser; Lowrey, Phillip; Turek, Fred; Takahashi, J.S. . Cell. 1997, 89 (4): 641–653. PMID 9160755. doi:10.1016/S0092-8674(00)80245-7.
- Gekakis, Nicholas; Staknis, David; Nguyen, Hubert B.; Davis, Fred C.; Wilsbacher, Lisa D.; King, David P.; Takahashi, Joseph S.; Weitz, Charles J. . Science. 5 June 1998, 280 (5369): 1564–1569. PMID 9616112. doi:10.1126/science.280.5369.1564.
- Yoo, Seung-Hee; Yamazaki, Shin; Lowrey, Phillip; Shimomura, Kazuhiro; Ko, Caroline; Buhr, Ethan; Siepka, Sandra; Hong, Hee-Kyung;  et al. . PNAS. February 12, 2004, 101 (15): 5339–5346. PMC 397382 . PMID 14963227. doi:10.1073/pnas.0308709101.
- Ramsey KM, Yoshino J, Brace CS, Abrassart D, Kobayashi Y, Marcheva B, Hong HK, Chong JL, Buhr ED, Lee C, Takahashi JS, Imai S, Bass J. . Science. 2009, 324: 651–4. doi:10.1126/science.1171641. This paper discusses the circadian cycle of Clock-Bmal activating the transcription of Cry1, 2, and Per proteins which represses Clock-Bmal transcription creating daily cycling of transcription and channel activation. Specifically, Takahashi looks at NAD+ and NAMPT levels in the liver.
- J, Bass; JS, Takahashi. . Science. 3 December 2010, 330 (6009): 1349–1354. PMID 21127246. doi:10.1126/science.1195027.